# 満洲里市

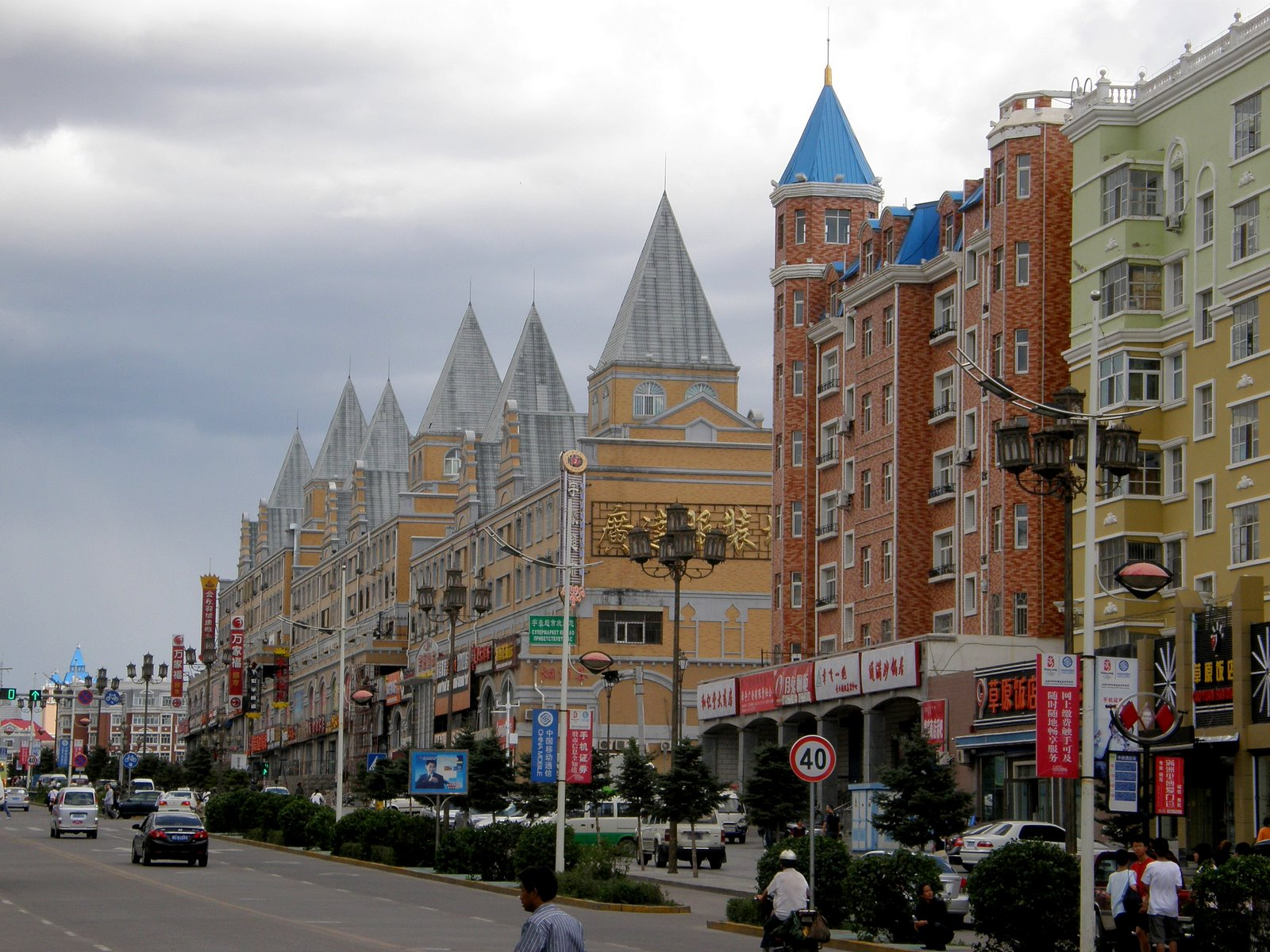
満洲里市の市街地

満洲里市（まんしゅうり-し、簡体字中国語: 满洲里市、モンゴル語：ᠮᠠᠨᠵᠤᠤᠷ
ᠬᠣᠲᠠ、転写：Manjuur qota）は、中華人民共和国内モンゴル自治区フルンボイル市に位置する県級市。

## 地理
内モンゴル自治区東部フルンボイル地級市西部にあり、東西と南は新バルグ左旗・新バルグ右旗に隣接。北はロシアと54キロメートルの国境線で接し、ザバイカリエ地方の町ザバイカリスクが隣接している。市の東にはアルグン川の中州・アバガイト島（阿巴該図島、ロシア名ボリショイ島）があり、中ソ国境紛争におけるソ連との係争地となっていたが両国間で分割することにより解決された。
フルンボイル草原にあるダライ・ノール（達賚湖）、またの名をフルン・ノール（呼倫湖）は中国で5番目に大きな淡水湖である。湖水面積は 2,600 平方キロメートル、平均深度5メートル前後、最大水深は8メートル。
| 満洲里市の気候                                      | 満洲里市の気候 | 満洲里市の気候 | 満洲里市の気候 | 満洲里市の気候 | 満洲里市の気候 | 満洲里市の気候 | 満洲里市の気候 | 満洲里市の気候 | 満洲里市の気候 | 満洲里市の気候 | 満洲里市の気候 | 満洲里市の気候 | 満洲里市の気候 |
| 月                                                  | 1月            | 2月            | 3月            | 4月            | 5月            | 6月            | 7月            | 8月            | 9月            | 10月           | 11月           | 12月           | 年             |
| --------------------------------------------------- | -------------- | -------------- | -------------- | -------------- | -------------- | -------------- | -------------- | -------------- | -------------- | -------------- | -------------- | -------------- | -------------- |
| 日平均気温 °C （°F）                                | −23.3 (−9.9)   | −19.4 (−2.9)   | −9.9 (14.2)    | 1.8 (35.2)     | 10.9 (51.6)    | 17.4 (63.3)    | 19.6 (67.3)    | 16.9 (62.4)    | 9.6 (49.3)     | −0.1 (31.8)    | −12 (10)       | −20.3 (−4.5)   | −0.63 (30.68)  |
| 降水量 mm （inch）                                  | 0.8 (0.031)    | 0.8 (0.031)    | 2.4 (0.094)    | 6.7 (0.264)    | 16.3 (0.642)   | 59.0 (2.323)   | 98.5 (3.878)   | 76.7 (3.02)    | 32.6 (1.283)   | 6.0 (0.236)    | 1.9 (0.075)    | 1.7 (0.067)    | 303.4 (11.944) |
| 平均降水日数 （≥0.1 mm）                            | 1.8            | 1.7            | 2.7            | 3.5            | 5.3            | 10.8           | 13.9           | 12.1           | 8.1            | 3.6            | 2.8            | 3.6            | 69.9           |
| 平均月間日照時間                                    | 186            | 198            | 248            | 270            | 279            | 300            | 279            | 279            | 240            | 217            | 180            | 155            | 2,831          |
| 日照率                                              | 63             | 72             | 70             | 63             | 61             | 60             | 56             | 59             | 61             | 68             | 63             | 59             | 64             |
| 出典：Weather China, World Climate Guide (sun only) |                |                |                |                |                |                |                |                |                |                |                |                |                |

## 歴史
この地方は北方遊牧民族を育んだ場所で、相次いで東胡、匈奴、鮮卑、契丹、女真、蒙古などの民族の領地となった。清朝雍正年間にロシアとの国境を画定してから官鎮守、戍守辺疆を設けた。当初はモンゴル語で「勢いの盛んな泉」を意味するホグジヒン・ボラグ（霍勒金布拉格）と呼ばれた（ホグジヒン＝旺盛な、ボラグ＝泉）。
- 1901年：1896年の露清同盟密約（中俄密約）を根拠に、シベリア鉄道と接続する東清鉄道が建設され、清国側の最初の駅が満洲里駅（Маньчжурия, Manchzhuriya：ロシア語で「満洲」 Manchuria を意味する）と命名された。これが満洲里の地名の起源である。その後人口の増加に随って都市の原形が出来上がった。
- 1905年：日本・清国間の満洲善後条約（「満洲ニ關スル条約」）により満洲里は貿易都市となり都市規模が急速に拡大した。
- 1908年：満洲里海関（税関）が正式設立され、次第に陸運交易が発達する。黒竜江省臚浜府と呼ばれていた。
- 1913年：臚浜府が臚浜県に改組となる。
- 1927年3月：満洲里が市級行政単位となる。
- 1932年：満洲国下で興安総省に含まれ、1936年より興安北省に編入。1943年興安総省の管轄に戻る。
- 1945年：第二次世界大戦後、興安北省長エルヘムバトによってフルンボイル地方自治政府が発足し管轄となる。
- 1946年：中華が東北部9省の行政区域を発表し、満洲里は興安省新バルグ右旗に含まれたが、国共内戦下で中華民国の行政機構は機能せず、中国共産党寄りのホロンバイル地方自治政府が勢力を維持した。
- 1949年：中華人民共和国成立後、興安省が廃止され内モンゴル自治区フルンボイル盟に編入。
- 1953年：満洲里市が内モンゴル自治区直轄市に昇格。翌1954年、フルンボイル盟所属に戻る。
- 1969年：フルンボイル盟が黒竜江省に編入される。
- 1979年：フルンボイル盟が内モンゴル自治区所属に戻される。
- 1988年：経済体制改革開放試験地区に選ばれる。
- 1992年3月：沿辺開放城市（辺境開放都市）の第一陣に指定される。
- 2002年：第十次五カ年計画で、深圳と共に優先発展陸運交易拠点として指定される。

## 行政区画
5街道、1鎮を管轄：
- 街道弁事処：東山街道、道南街道、道北街道、興華街道、敖爾金街道
- 鎮：新開河鎮
- 満洲里市互市貿易区、満洲里市経済合作区、満洲里市東湖区、満洲里市扎煤公司、満洲里市工業園区、満洲里市国際物流産業園区

## 経済

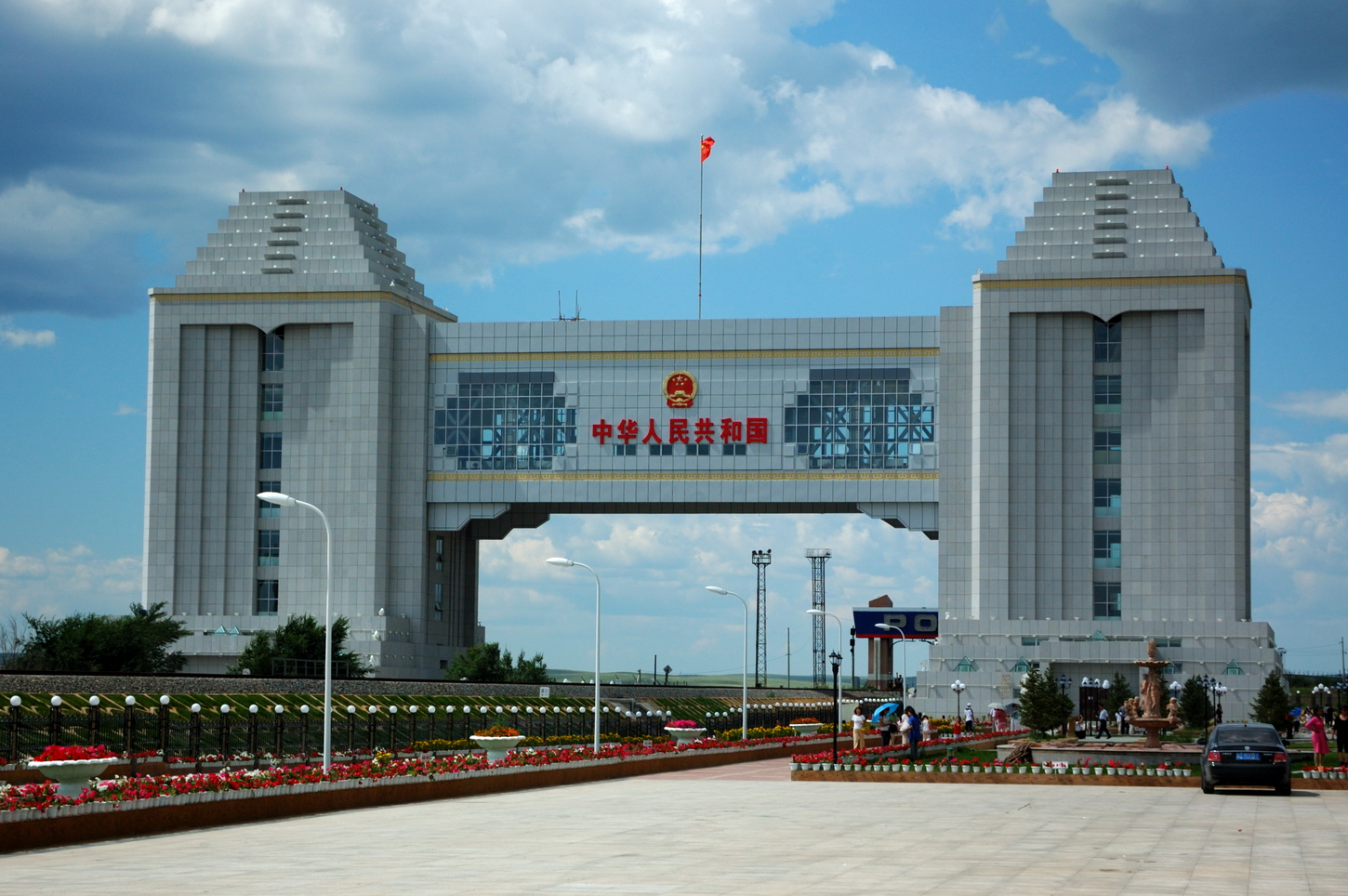
満洲里国門（中露辺境国門）

満洲里は中国最大の陸運交易都市であり、ロシア、東欧と中国の間の輸出入の60パーセントを担う。鉄道による年間載せ替え能力は500万トンに達する。2004年には貨物置場が拡張された。この年の満洲里の輸出入貨物は1400万トンに達した。2013年に一帯一路構想の後押しで北回りの「中欧班列」として国際定期貨物列車が運行開始して2019年時点で本数は5000本に達した。満洲里市には辺境経済技術合作区（輸入資源加工場区）、中俄互市貿易区（対ロシア輸出加工区）の2つの国家級開発区とジャライノール（扎賚諾爾）重化工業基地がある。
ジャライノール炭鉱は1902年に発見された炭田で、2009年まで石炭の露天掘りが行われていた。露清密約によりロシアが行政を行なっていたものを1932年に日本がソ連から東清鉄道と共に買収し満洲炭鉱株式会社が経営していた。第二次世界大戦後は中国の所有となり、2006年よりジャライノール煤業有限責任公司の管理下で経営されている。近年まで蒸気機関車を石炭輸送に使用されていることが知られ、その光景が2009年の映画「ジャライノール」で紹介された。

## 交通

### 鉄道

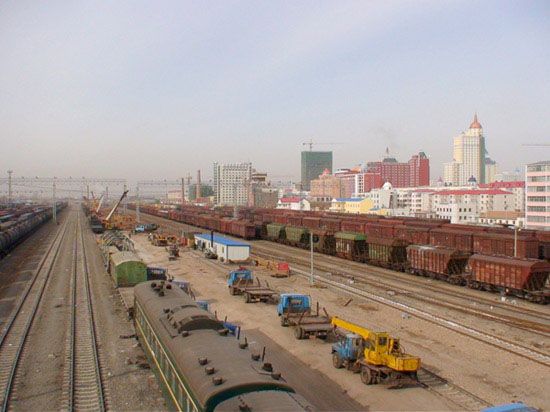
満洲里駅の構内。軌間が異なる中露間の鉄道の積み替え作業を行っている（中国側のレールの幅は1,435mmの標準軌、ロシア側は1,524mmの広軌）。駅の北には満洲里市街が広がる

中華人民共和国とロシアのシベリア鉄道を結ぶ幹線である中国国鉄の浜洲線（旧東清鉄道）の終着駅、満洲里駅がある。北京とモスクワ間の国際列車（K19/20次列車）がここを往来する。中国大陸からロシア大陸、さらにヨーロッパ大陸に繋がっているために非常に重要な駅である。
1991年以来、中ソ紛争で中断していた満洲里からロシアのクラスノヤルスク、イルクーツク、ウラン・ウデ、モスクワ等への旅行ルートが相次いで開通した。2017年に浜洲線の全線が電化された。
国境を越えると中国語からロシア語へと変わるため地名も大幅に変わる。シベリア鉄道の駅名は中国語でそのまま当て字が多いが満洲里の隣の駅のザバイカリスク駅は『後貝加爾』（ザバイカル）と中国人に読みやすくするための短い当て字である（シベリア鉄道・国際連絡運輸の項目も参照のこと）。
ほかに北京やハルビン、ハイラル、大連などからの列車が発着する。

### 航空路
- 満洲里西郊空港
  - 国内線
    - 北京首都国際空港 - 中国国際航空
    - フフホト白塔国際空港 - 中国国際航空、成都航空、華夏航空、内蒙古航空
    - 赤峰玉龍空港 - 天津航空、内蒙古航空
    - ウランホト空港 - 天津航空、内蒙古航空
    - ハイラル空港 - 中国南方航空
    - 通遼空港 - 天津航空
    - シリンホト空港 - 成都航空

  - 国際線
    - ウランバートル・チンギスハーン国際空港 - MIATモンゴル航空
    - イルクーツク国際空港 - IrAero
    - クラスノヤルスク国際空港 - IrAero

### 道路
- 綏満高速道路
  - 黒竜江省綏芬河市から満洲里まで1,520kmのルートを結ぶ「綏満高速道路（G10）」が計画されている。内モンゴル自治区側は未着工
- 一般国道G301国道
  - 計画中の綏満高速道路と同じルートを通っている。満洲里からフルンボイル市中心部を経て、アロン旗、黒竜江省チチハル市へつながる。このルートはアジアハイウェイ6号線の一部に指定されている。

### 国境
鉄路、道路共にロシア・ザバイカリスクへ接続する国境である満洲里口岸が設置されている。中国とロシア及び旧ソ連各国の国際貨物輸送の要衝であり、中国最大の陸路交易拠点となっている。
鉄道での国境は1901年に設置された。中国側は標準軌であるのに対しロシア側では広軌であるため貨物の積み替えが実施されている。
道路での国境は1998年に設置された。

## 観光

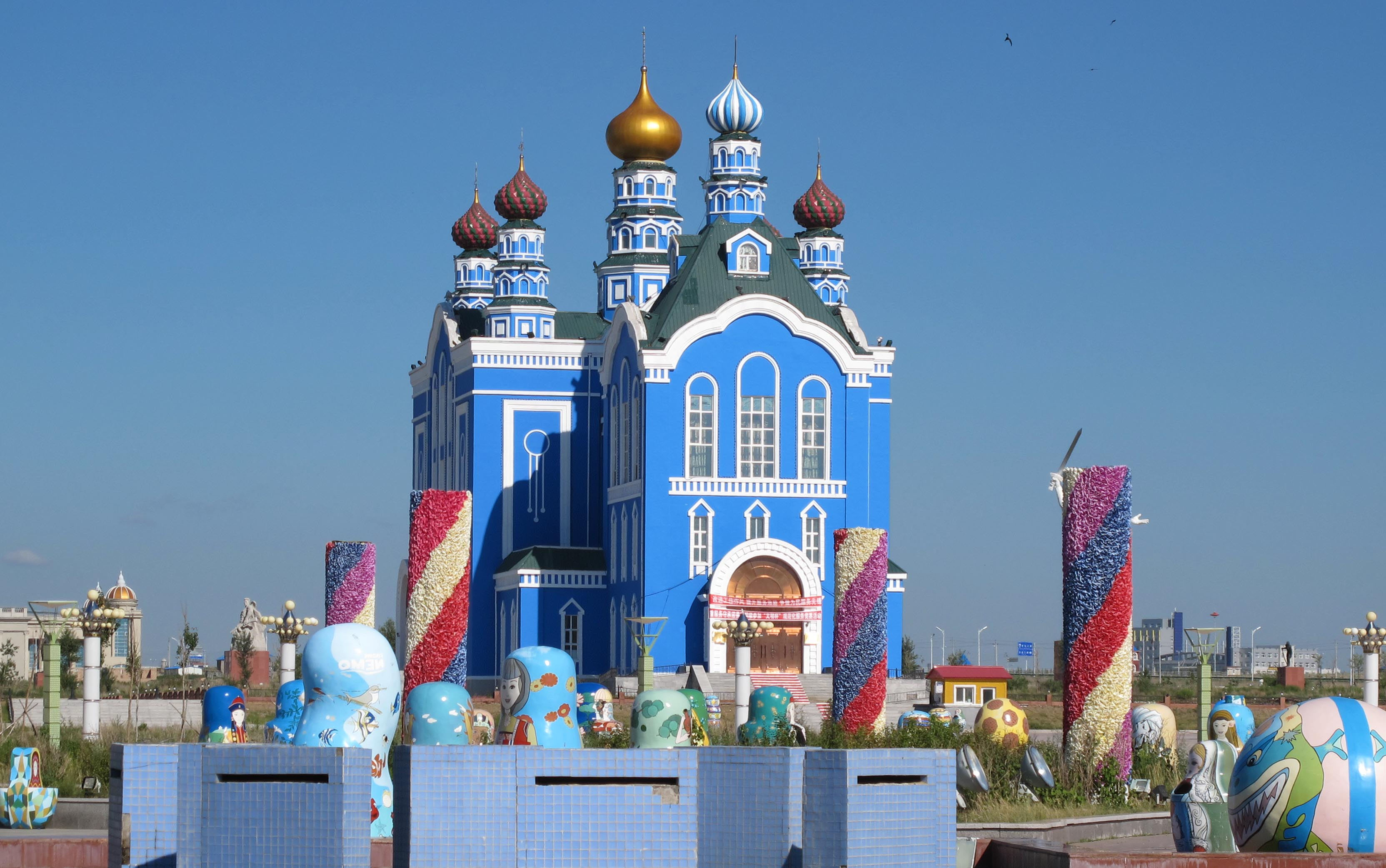
マトリョーシカ広場

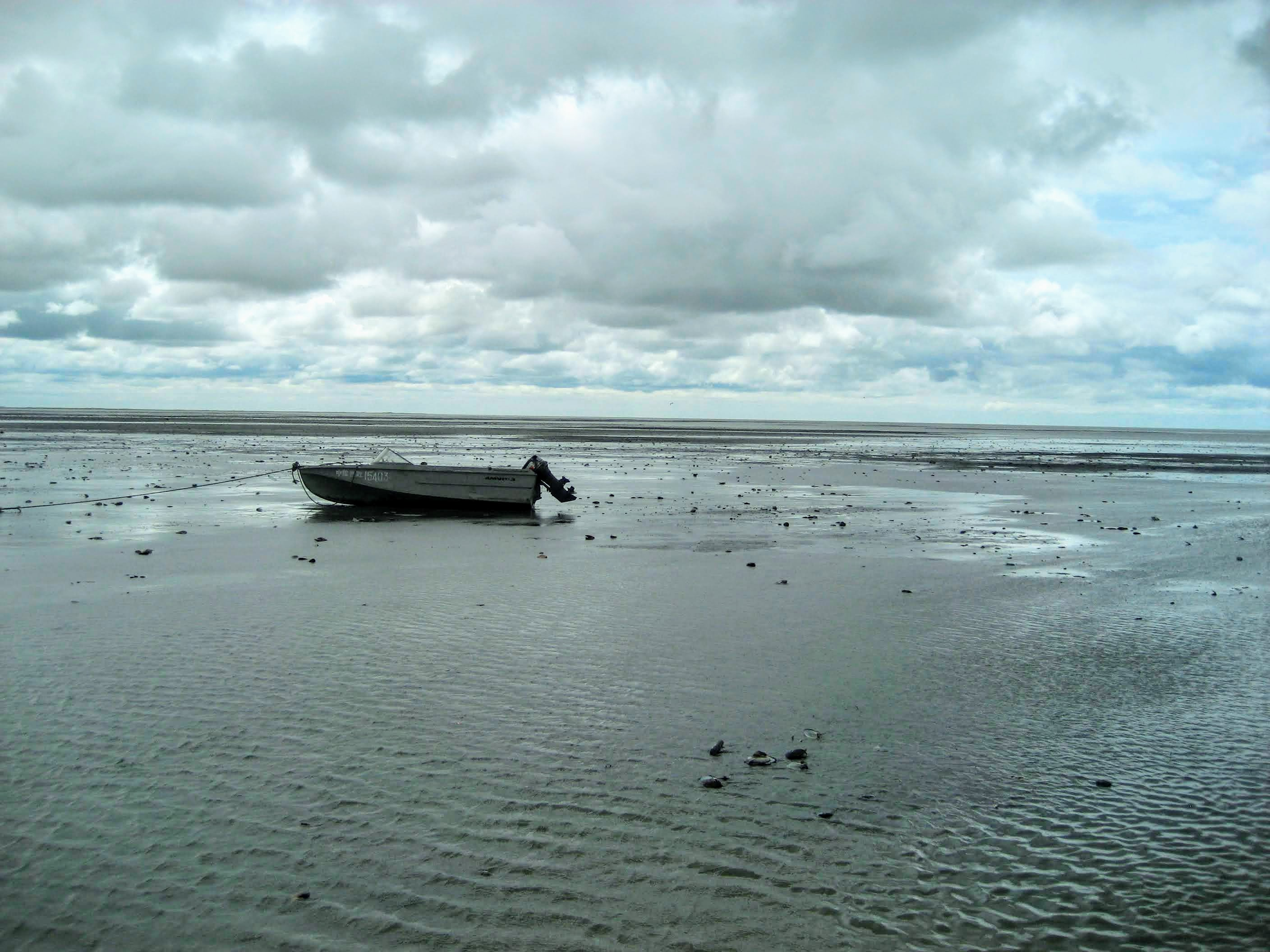
フルン湖

- 満洲里套娃広場：高さ30mのマトリョーシカ人形のある広場。
- ジャライノール国家鉱山公園：ジャライノール炭鉱の露天掘り炭鉱跡地や鉱山博物館、歴史遺構など[5]。2008年開業。
- フルン・ノール（呼倫湖）：別名、ダライ・ノール（達賚湖）。

## 姉妹都市
| 都市                 | 州               | 国     |
| -------------------- | ---------------- | ------ |
| チタ                 | ザバイカリエ地方 | ロシア |
| クラスノカーメンスク | ザバイカリエ地方 | ロシア |
| ウラン・ウデ         | ブリヤート共和国 | ロシア |